# U.S. Pro Indoor 1980
Lo U.S. Pro Indoor 1980 è stato un torneo di tennis giocato sintetico indoor. È stata la 13ª edizione dello U.S. Pro Indoor, che fa parte del Volvo Grand Prix 1980. Si è giocato al Wachovia Spectrum di Filadelfia in Pennsylvania negli Stati Uniti dal 21 al 27 gennaio 1980.

## Campioni

### Singolare maschile
Jimmy Connors ha battuto in finale  John McEnroe con il punteggio di 6–3, 2–6, 6–3, 3–6, 6–4

### Doppio maschile
Peter Fleming /  John McEnroe hanno battuto in finale  Brian Gottfried /  Raúl Ramírez con il punteggio di 7–6, 4–6, 6–3